# 儿童警察
『儿童警察』（日语：コドモ警察）是每日放送（MBS）制作、TBS系列在2012年4月開始在深夜電視劇時段播放的日本電視劇。2012年10月宣佈在會推出電影版，預計2013年3月20日播放。

## 概要
橫濱大黑警署的一群精英刑警，在追捕一個犯罪組織レッドヴィーナス時，誤中敵人的圈套，吸引特殊氣體。全部成員都成為了小孩。為了變回大人，他們都很努力嘗試去追捕，可是小孩的身份帶給他們很多的不便。

## 角色

### 神奈川县横滨市大黑警察署

#### 特殊捜査課
大沼 茂 (50) - 鈴木福
- 為特殊搜查課的警長，經常都能保持冷靜的頭腦。而且心裏是十分關顧下屬的。和鑑證課松田的原本是情侶，變成小孩後經常在天台對話。

国光 信 (23) - 勝地涼
- 特殊搜查課唯一的成人，但經驗卻最淺。

林 舞子 (30) - 本田望結
渡辺 稔 (59) - 鏑木海智
- 還差一年便退休的資深警官。

下山 武雄 (49) - 青木勁都
川島 寛太 (39) - 秋元黎
- "Smart",因吸入太多氣體，變成了幼兒。所以只負責內勤工作。

野上 浩二郎 (29) - 相澤侑我
今村 剛 (28) - 竜跳

#### 其他警署人員
間 聖四郎 (38) - 葉成龍
松田 凛子 - 吉瀬美智子
- 鑑證課職員，是警長的女友。

鑑識 - 野添義弘

### 其他
武藤 千種 - 上地春奈 / 武藤 弘康 - 本多力
- 暫時照顧"smart"的夫婦

旁白 - 森山周一郎

### 嘉賓
- 第1話
  - 小宮 ユキコ（舞蹈老師） - 上野なつひ
  - 科斯莫金融回購人 - 矢崎廣
- 第2話
  - 吉村（炸彈案犯人） - 大水洋介
- 第3話
  - 前島 義雄（挾持犯） - 津村知与支
  - 加藤 ゆり子（人質） - 外岡好梨花（Idoling!!!）
  - 若林 美佳（人質） - 井上佳子
  - 記者 - 伊澤美惠子
- 第4話
  - 権堂 明美（双葉大学学生） - 藤村聖子
  - 権堂（権堂製藥社長・明美的父親） - 堀内正美
  - 明美的母親 - おぐちのりこ
  - 遊戲中心的店員 - 岩澤晶範
  - 專業摔跤手 - アブドーラ小林、河上隆一、稲葉雅人、竹田誠志
- 第5話
  - 島崎（情報員） - 加治将樹
  - 流氓 - 鈴之助
- 第6話
  - 槇原 莉乃（国民的偶像） - 指原莉乃（AKB48）[1][2]
  - 木村 菜穂（莉乃的經理人） - 岡本あずさ
  - 莉乃的粉絲 - 裴ジョンミョン
  - 『偶像生命をかけろ!ドキドキリアクションBOX!』出演藝人 - 野村浩二・磯山良司（江戸むらさき）
  - 『偶像生命をかけろ!ドキドキリアクションBOX!』董事 - 野村啓介
- 第7話
  - 神山（レッドヴィーナス幹部） - 三浦誠己
  - 木島（本庁幹部） - 飯田基祐
  - 羽山（管理官） - 永岡卓也
  - 土岐田商会舎弟 - 北代高士、増田修一朗、北上史欧
- 第8話
  - 五味 徹（更生人士） - 落合モトキ
  - ジャイアン的小孩- 吉澤天純
- 第10話
  - "スカーフェイス・フランキー"（レッドヴィーナス的頭領）-宅麻伸(友情客串)
  - レッドヴィーナス的幹部 - KENTARO
  - 警視廳的上司 - 五宝孝一

## 工作人員
- 腳本・監督：福田雄一
- 監督：久保田博紀、深迫康之、竹園元
- 音樂：瀬川英史
- 製作：森谷雄
- 製作人：蔵本憲昭（電通）、南條昭夫、竹園元
- 副製作人：井澤秀治、棚橋裕之
- 制作：原田耕治
- 撮影：早坂伸、工藤哲也
- 照明：福長弘章
- 美術：松塚隆史
- 錄音：植田中
- 編集：栗谷川純
- 設計師：馬場恭子
- 化妝：池田真希
- 編劇廣瀬順子
- 助監督：星秀樹
- 制作担当：濱松洋一
- 動作：田渕景也
- CG：本田孝雄
- 動畫：加藤和博
- 音樂編輯：小西善行
- 助理製作人：加藤智子
- 宣傳：花田聖
- 企劃・製作：アットムービー
- 特別協力：NTT DOCOMO
- 製作：「コドモ警察」製作委員会（電通、波麗佳音、アットムービー）、MBS

## 主題曲
- Sexy Zone「High!! High!! People」（波麗佳音）

## 播放列表
| 話數                             | 播放電視台 | 播放日        | 監督                | 國光(新人刑事)的暱稱     | 收視率 （關東） |
| -------------------------------- | ---------- | ------------- | ------------------- | ------------------------ | --------------- |
| 直前SP                           | TBS        | 2012年4月10日 | 森谷雄              | 沒有                     |                 |
| 直前SP                           | MBS        | 2012年4月12日 | 森谷雄              | 沒有                     |                 |
| #01                              | TBS        | 2012年4月17日 | 福田雄一            | 社交舞→西裝              | 2.3%            |
| #01                              | MBS        | 2012年4月19日 | 福田雄一            | 社交舞→西裝              | 2.3%            |
| #02                              | TBS        | 2012年4月24日 | 福田雄一            | お手柄                   | 1.4%            |
| #02                              | MBS        | 2012年4月26日 | 福田雄一            | お手柄                   | 1.4%            |
| #03                              | TBS        | 2012年5月1日  | 福田雄一 久保田博紀 | ダクトにはまって尻隠さず | 2.5%            |
| #03                              | MBS        | 2012年5月3日  | 福田雄一 久保田博紀 | ダクトにはまって尻隠さず | 2.5%            |
| #04                              | TBS        | 2012年5月8日  | 久保田博紀          | AKB48                    | 1.7%            |
| #04                              | MBS        | 2012年5月10日 | 久保田博紀          | AKB48                    | 1.7%            |
| #05                              | TBS        | 2012年5月15日 | 深迫康之            | 貝克漢→DIGICAM           | 1.6%            |
| #05                              | MBS        | 2012年5月17日 | 深迫康之            | 貝克漢→DIGICAM           | 1.6%            |
| #06                              | TBS        | 2012年5月22日 | 福田雄一            | アイドルオタク           | 2.5%            |
| #06                              | MBS        | 2012年5月24日 | 福田雄一            | アイドルオタク           | 2.5%            |
| #07                              | TBS        | 2012年5月29日 | 竹園元              | 中途半端イケメン         | 1.2%            |
| #07                              | MBS        | 2012年5月31日 | 竹園元              | 中途半端イケメン         | 1.2%            |
| #08                              | TBS        | 2012年6月5日  | 久保田博紀          | 護理人員→護士            | 1.8%            |
| #08                              | MBS        | 2012年6月7日  | 久保田博紀          | 護理人員→護士            | 1.8%            |
| （收視率是Video Research社調查） |            |               |                     |                          |                 |

## 播放電視台
| 播放地域       | 播放電視台  | 系列             | 播放期間                | 播放日時                  | 備主     |
| -------------- | ----------- | ---------------- | ----------------------- | ------------------------- | -------- |
| 關東廣域圏     | TBS電視台   | TBS系列          | 2012年4月17日 -         | 星期二 24:55 - 25:25      |          |
| 近畿廣域圏     | 每日放送    | TBS系列          | 2012年4月19日 -         | 星期四 24:55 - 25:25      | 制作局   |
| 岡山縣・香川縣 | 山陽放送    | TBS系列          | 2012年4月19日 -         | 星期四 24:55 - 25:25      | 同時播放 |
| 静岡縣         | 静岡放送    | TBS系列          | 2012年4月20日 -         | 星期五 24:20 - 24:50      | 15日延遲 |
| 北海道         | 北海道放送  | TBS系列          | 2012年4月23日 -         | 星期一 24:20 - 24:51      | 11日延遲 |
| 山形縣         | TVU山形     | TBS系列          | 2012年5月4日 -          | 星期五 16:24 - 16:53      | 15日延遲 |
| 福岡縣         | RKB每日放送 | TBS系列          | 2012年6月17日 -         | 星期日 5:45 - 6:15        | 59日延遲 |
| 秋田縣         | 秋田放送    | 日本電視網協議會 | 2012年7月30日 -         | 月 - 星期三 15:55 - 16:24 |          |
| 大分縣         | 大分放送    | TBS系列          | 2012年7月31日 - 8月15日 | 月 - 星期四 10:20 - 10:50 |          |

## 電影版
2012年9月宣佈推出電影版，由一樣的陣容拍攝。已在2013年3月日本上映。

## 備註
1. ↑  ORICON STYLE. . 2012-05-08  [2012-05-12]. （原始内容存档于2013-10-21）.
2. ↑  指原是在同時期播放由福田雄一脚本・監督的電視劇『繆斯之鏡』（日本電視台）擔任主演。
3. ↑  第8話在25:00 - 25:30、第9・10話在25:30 - 26:00播放預定。
4. ↑  第8話以後。第7話延遲1日。
5. ↑  第8話以降。第7話までは4日遅れ。

## 外部連結
- 『コドモ警察』(電影)官方網站 （页面存档备份，存于）
- 『コドモ警察』(電視)官方網站 （页面存档备份，存于）
- 『コドモ警察』MBS節目網站 （页面存档备份，存于）
- 『アプリ警察』官方網站 （页面存档备份，存于）

| MBS電視台 每週四 24:55 - 25:25                                     | MBS電視台 每週四 24:55 - 25:25      | MBS電視台 每週四 24:55 - 25:25 |
| ------------------------------------------------------------------ | ----------------------------------- | ------------------------------ |
|                                                                    | 兒童警察 （2012年4月12日－6月15日） |                                |
| 家族八景 Nanase,Telepathy Girl's Ballad （2012年1月19日－3月22日） | 龍青年團 （2012年7月19日－）        |                                |
| TBS電視台 每週二 24:55 - 25:25                                     |                                     |                                |
| 家族八景 Nanase,Telepathy Girl's Ballad （2012年1月24日－3月27日） | 兒童警察 （2012年4月17日－6月20日） | 龍青年團 （2012年7月24日－）   |